# 角姓
角姓，是中文姓氏之一。不在《百家姓》排行之列，現已非常罕見。
「角」字在華語中是個破音字，有「ㄐㄩㄝˊ」、「ㄐㄧㄠˇ」和「ㄌㄨˋ」三種讀音；在中國大陸，「ㄌㄨˋ」的讀音已併入「ㄐㄩㄝˊ」。

## 起源
關於角姓的起源，歷代以來眾說紛紜，至今未有定論。
大致可以分成幾種說法：

### 中國大陸
- 源於上古八大姓中的姜姓，為齊國姜太公呂尚之後裔。姜太公後人有角伯，為周天子卿士，在宋朝羅泌所撰的《路史》一書中記載：“齊太公後有角氏”，後代奉炎帝（神農氏）為遠祖。
- 源於姬姓，為戰國末期衛國君主衛君角之後裔，屬於以先祖名字為氏者。清代陳廷煒的《姓氏考略》中記載：“衛元君角之後。東漢時，關中有角氏。”
- 源於地名，出自春秋時期衛國羊角城，屬於以居邑名稱為氏者。
- 源於嬴姓，出自宋太祖趙匡胤之後裔，屬於以居邑名稱為氏者。
- 源於古地名甪里或漢初 「商山四皓」中的甪里先生（甪讀音ㄌㄨˋ，為角之別字）。

### 臺灣
- 源於潁川陳姓。根據一份臺灣民間流傳至今的角氏族譜，此姓的歷史可以上溯至數百年前，推測可能是因古代戰亂逃難，或為躲避仇人追殺時不得以而自陳姓改姓，其中亦有改為覺姓者。[來源請求]
- 源於覺姓[1]。覺姓多為滿族人，源於女真覺禪氏部落，今多分布於臺灣雲林等地。

### 日本
日人除了「江角」、「八角」、「角田」、「角川」、「角崎」等姓氏以外，亦有單姓「角」的（如角淳一、角盈男、角晃多），多讀作すみ。

## 現今分布地區
主要分布於：中國河北唐山、河南汝陽、雲南曲靖、昆明、重慶、廣州、汕頭、海南以及臺灣等地。
中國雲南省昆明市境內即有「角家村」、「角家營」等地名。
目前全臺灣不超過五百人，分佈在本島北中南各地。由於日治時期，都是讓民眾採用口述的方式，表達自己姓名的寫法。原本可能姓「覺」，而戶政人員在謄錄時誤聽誤寫作「角」（兩字的臺灣話發音均為），因此將錯就錯，直至今日。

## 名人
- 角宏，東漢初期人，新莽末年擁兵割據，自稱將軍，後投漢。
- 角善叔，後漢名人[2]。
- 角念，南北朝時期將領。
- 角嚴，明朝金鄉人，宣德年間，任利港巡檢。
- 角述禮，中國現代教育家、物理學教師。

## 延伸阅读
[在维基数据编辑]
 《欽定古今圖書集成·明倫彙編·氏族典·角姓部》，出自陈梦雷《古今圖書集成》
 《古今圖書集成》